# Gwen Stacy
Gwendolyne Maxine «Gwen» Stacy es un personaje ficticio que aparece en los cómics estadounidenses publicados por Marvel Comics, por lo general como un personaje secundario en los personajes de Spider-Man. Una estudiante universitaria, fue un interés romántico a largo plazo para Peter Parker antes de que fuera asesinada por Duende Verde (Norman Osborn). Los escritores y fanáticos de Spider-Man a menudo debaten si «el único amor verdadero» de Peter es Gwen Stacy o Mary Jane Watson (novia y esposa posterior de Peter), aunque las historias publicadas mucho después de su muerte indican que Gwen todavía tiene un lugar especial en su corazón.
El personaje ha sido interpretado por Bryce Dallas Howard en la película de 2007 Spider-Man 3[cita requerida] y por Emma Stone en el relanzamiento de la serie, apareciendo en la película de 2012 The Amazing Spider-Man y su secuela de 2014 The Amazing Spider-Man 2. La interpretación de la realidad alternativa del personaje fue representada por Hailee Steinfeld en la película animada de 2018 Spider-Man: Un nuevo universo

## Historial de publicaciones
Creado por el escritor Stan Lee y el artista Steve Ditko, Gwen Stacy apareció por primera vez en The Amazing Spider-Man # 31 (diciembre de 1965). Stan Lee afirmó que su esposa, Joan, fue la inspiración para Gwen.

## Biografía

### Historia temprana
En sus primeras apariciones, Peter Parker conoce a Gwen siendo ambos estudiantes en la Universidad Empire State, pero con la Tía May en el hospital, Peter estaba agitado y se ignoran sus avances. Salió con Flash Thompson y Harry Osborn para poner a Peter celoso. Sin embargo, poco a poco, se desarrolló un romance; Gwen, estudiante de ciencias y con una inteligencia en este ámbito comparable a la de Peter, comenzó a apreciar su intelecto. Su relación comenzó casi inmediatamente después de que Peter dejó de salir con Mary Jane Watson, a quien comenzó a ver como superficial.
Problemas posteriores presentaron al padre de Gwen, el capitán George Stacy de la policía de Nueva York. Aunque su padre le tenía cariño a Peter y apoyaba a su alter ego Spider-Man, en última instancia forzó la relación de Peter con Gwen después de ser asesinado por la caída de escombros durante una batalla que involucraba a Spider-Man y al Doctor Octopus. Gwen culpó a Spider-Man por su muerte, y se fue a Europa para hacer frente a su pérdida. Quería que Peter le pidiera que se casara con ella y la convenciera de quedarse, pero su culpa le impedía proponerle algo. Los sentimientos de Gwen por Peter finalmente la impulsaron a regresar a Nueva York, y su relación se reavivó.
Según Lee, quien escribió todas las historias sobre Gwen Stacy hasta este punto, la intención original era que Gwen Stacy fuera el interés amoroso de Spider-Man, "pero no importa cómo [es decir, Lee y su artista / co-dibujante]. Los colaboradores lo escribieron, ¡Mary Jane siempre pareció más interesante!"

### Muerte
Gerry Conway y Roy Thomas sucedieron a Stan Lee como escritor y editor, respectivamente, de The Amazing Spider-Man. Junto con el escritor John Romita, Sr., llegaron a la decisión de que Gwen Stacy fuera asesinada. Fue Romita quien sugirió la idea por primera vez, durante una sesión de conspiración con Conway, cuando Romita todavía era dibujante en The Amazing Spider-Man. Más tarde, Conway dijo que su contribución a la decisión estaba motivada por el deseo de poner a Mary Jane Watson a la vanguardia, cuando compartió la sensación de Lee de que ella era un personaje más interesante que Gwen Stacy: "[Mary Jane] no había perdido la ventaja que la convertía en un personaje interesante. Gwen no tenía una ventaja. Era una buena persona".
El Duende Verde secuestra y lanza a Gwen Stacy fuera del puente de George Washington en The Amazing Spider-Man # 121 (junio de 1973). Tanto la decisión de matar a Gwen como el método que Marvel implementó para hacerlo, siguen siendo controversias entre los aficionados, porque algunos creen que el mismo Peter fue quien accidentalmente provocó su muerte, habiendo usado la telaraña para detener su caída pero sin tomar otras precauciones. La muerte de Gwen se convirtió en un punto crucial, tanto en la historia de Spider-Man como en la de los cómics americanos en general. Muchos apuntan a la muerte de Gwen como el final de la Edad de Plata de los cómics. Antes de su muerte, excepto posiblemente como parte de una historia de origen, los superhéroes no fallaron de manera catastrófica en mantener a salvo a sus seres queridos; ni tampoco los seres queridos del héroe, murieron tan pronto y sin aviso.
En su libro The Physics of Superheroes, el físico James Kakalios escribe que, en consonancia con las leyes del movimiento de Newton, la repentina parada habría matado a Gwen Stacy. El libro de historietas Civil War: Casualties of War: Captain America / Iron Man (2007) coincidió en que la causa próxima de la muerte fue la repentina detención durante una caída a gran velocidad. Un número de Peter Parker / Spider-Man repasa el problema y confirma que Gwen murió de una fractura de cuello debido al uso de la telaraña. Por otro lado, en la edición de 1987 del Manual Oficial del Universo Marvel. La muerte de Gwen se atribuye a la caída, no a la telaraña de Spider-Man.
Dentro de Marvel Comics, la muerte de Gwen Stacy tiene enormes repercusiones. Su amiga Mary Jane Watson siente la pérdida de Gwen profundamente y se convierte en una persona más madura y compasiva. La muerte de Gwen también hace que la amistad entre Peter y Mary Jane se vuelva más estrecha, y con el tiempo, se convierta en romance. Miles Warren, uno de los profesores de Gwen, estaba secretamente enamorado de ella. Después de su muerte, Warren se vuelve loco y adopta la personalidad del Chacal. En el cuarto y último número de la miniserie Marvel (abril de 1994), el fotógrafo Phil Sheldon se hace amigo de Gwen Stacy, quien absolvió a Spider-Man de cualquier culpa por la muerte de su padre. La simple fe de Gwen en los héroes convence a Sheldon del propósito de las "Maravillas" (es decir, los superhéroes): proteger a los inocentes como Gwen. Resuelve escribir un libro para alabar a los héroes y lo que deberían significar para la humanidad. Cuando Duende Verde secuestra a Gwen y la retiene como rehén para cebar a Spider-Man, Sheldon sigue frenéticamente la persecución resultante en un taxi y es testigo de su muerte. Mientras se informa que ella murió por el impacto de la caída, Sheldon cree que parece algo más. La fe de Sheldon en Marvel se rompe.

### Clones
Tras la publicación de The Amazing Spider-Man #121, Stan Lee (quien desde entonces se había convertido en el editor de Marvel) fue criticado con frecuencia por los fanáticos durante sus apariciones públicas por matar a Gwen Stacy. Lee, que también había encontrado objetable la muerte del personaje, insistió en que Conway escribiera una historia para traerla de vuelta. Conway se opuso enérgicamente ya que sentía que cualquier tipo de resurrección rompería la plausibilidad de las historias, pero finalmente cedió con la condición de que después de revivir a Gwen, podría eliminarla del libro tan pronto como quisiera. Decidió que la clonación sería el mejor medio para traer de vuelta al personaje.
En la historia resultante, escrita aproximadamente dos años después de la historia de la muerte de Gwen Stacy,"Gwen" reaparece, perfectamente sana pero sin recordar el tiempo transcurrido desde su muerte. Esta historia, publicada en Amazing Spider-Man #144 (mayo de 1975), inició la Clone Saga original. Al final de esa historia, el clon de Gwen, una creación del villano de Spider-Man, el Chacal, parte en busca de una nueva vida para sí misma, llegando a aceptar que en realidad no es la misma persona que tuvo una relación con Peter Parker.
En el crossover de 1988 " The Evolutionary War", Alto Evolucionador, que una vez había sido el maestro de Miles Warren, captura al clon de Gwen. Él determina que Warren en realidad no había perfeccionado el proceso y, en cambio, le inyectó a una mujer joven un virus genético que llevaba el ADN de Gwen, convirtiéndola en una copia de Gwen. Después de un altercado posterior de Spider-Man y los Jóvenes Dioses contra los Purificadores del Alto Evolucionador, esta mujer es purgada del virus por la Joven Diosa Soñadora. Más tarde, el Alto Evolucionador afirma que Warren había logrado perfeccionar su propia técnica de clonación y que Daydreamer le había dado accidentalmente al clon de Gwen una nueva vida falsa bajo el nombre de Joyce Delaney.
Durante la segunda "Saga Clon", Joyce, ahora casada con un clon del profesor Warren llamado Warren Miles, ve una copia del libro de fotos de Spider-Man de Peter Parker, Webs, y recuerda (hasta cierto punto) su verdadera historia. Ella regresa a la ciudad de Nueva York, pero después de ayudar a Spider-Man y Scarlet Spider a luchar contra el Chacal, vuelve a desaparecer de la vida de Spider-Man. Ella se hace una nueva vida en Londres, pero antes de ser asesinada por el clon de Gwen Stacy conocido como Abby-L, muestra signos de degeneración clonal.
Otro clon de Gwen aparece en The Amazing Spider-Man #399 (marzo de 1995). Este clon cree que ella es la verdadera Gwen. Muere por degeneración de clones en Spider-Man # 56 (marzo de 1995), el próximo número del arco de la historia.
Otro clon de Gwen aparece en la historia cruzada de "Rivalidad entre hermanos" entre Superior Spider-Man Team-Up y Scarlet Spider. Ella se une al Chacal (junto con Carrion y un clon regular de Miles Warren) para capturar a Superior Spider-Man y Kaine. Simpatiza con "Peter" y Kaine, pero al mismo tiempo es completamente leal al Chacal. Cuando las arañas se liberan, Superior Spider-Man se desarma e intenta matarla, pero es detenido por Kaine. Cuando el laboratorio del Chacal se ve envuelto en llamas, Kaine se ofrece a salvarla, pero ella se niega y aparentemente es consumida por el fuego.

### "Gemelos Stacy": Sarah y Gabriel
El arco narrativo "Sins Past" de J. Michael Straczynski revela que Gwen Stacy tuvo una aventura con Norman Osborn y quedó embarazada de mellizos, una niña y un niño, a quienes dio a luz mientras estaba en Francia, y los llamó Sarah y Gabriel Stacy, respectivamente. Gwen prometió criar a los gemelos con Peter Parker y se negó a permitir el acceso de Norman, un evento que precipitó la decisión de Norman de matarla. En el momento en que Peter y su (entonces considerada) esposa, Mary Jane Watson-Parker, descubrieron la existencia de los gemelos, habían crecido hasta alcanzar proporciones adultas, a pesar del tiempo relativamente "corto" desde la muerte de Gwen, debido a los efectos genéticos de la "fórmula duende" de su padre.
Sarah y Gabriel le revelaron su existencia a Peter, con amenazas y como figuras enmascaradas, después de que su padre fuera expuesto públicamente como el Duende Verde, enviándole a Peter una página de una carta no enviada de Gwen "de una época en que ella viajó a Europa entre los semestres universitarios" —que reveló su embarazo; un análisis de la carta por parte del detective de policía Lamont reveló impresiones de escritura a mano de una segunda página, diciendo que ella había dado a luz, con los gemelos nacidos completamente desarrollados después de solo siete meses de gestación. Cuando Peter como Spider-Man fue a un laboratorio de genética, donde probaría la maternidad de los gemelos de Gwen, Sarah se enfrentó a él y Spider-Man desenmascaró a Sarah encontrándola como "la viva imagen de Gwen". La propia Gwen Stacy, sin embargo, solo aparece en este arco de la historia en un flashback, ya que Mary Jane le explicó a Peter que sabía sobre la descendencia ilegítima de Gwen y la paternidad de Norman de la misma porque escuchó a Gwen y Norman discutiendo sobre la custodia de los niños—un secreto de Gwen's que Mary Jane había "prometido mantener todos estos años". Más tarde, Sarah se inscribió en la Interpol, mientras que Gabriel más tarde se convirtió en el Duende Gris.
Más tarde, Marvel volvería a contar esta revelación en las páginas de la carrera de Nick Spencer en Amazing Spider-Man durante el evento Sinister War. Norman Osborn llega a la casa segura de Gabriel y Sarah en París, donde una copia de seguridad de inteligencia artificial de su hijo Harry le revela a Norman que en realidad nunca fue el padre de los gemelos y que nunca tuvo un encuentro sexual con Gwen Stacy. Todo el plan era convencerlo de que tenía los herederos que siempre quiso, por lo que A.I Harry hipnotizó a Norman y Mary Jane Watson con la ayuda de Mysterio y el Camaleón, mientras que Mendel Stromm creó a los gemelos mutados en un laboratorio (esto explica su rápido envejecimiento, ya que no está realmente relacionado con el suero Duende de Osborn). Por lo tanto, todo esto es un elaborado plan de Harry para atormentar tanto a su padre como a Peter.

### Dead No More: The Clone Conspiracy
En la historia de Clone Conspiracy un flashback reveló que Gwen Stacy estaba consciente durante la batalla de Spider-Man y Duende Verde en el puente, y mientras caía y moría. Ella escuchó su conversación y descubrió que Peter es Spider-Man en el proceso. Estaba enojada con Peter por mantener este secreto y por su participación en la muerte de su padre. Este flashback confirma las verdaderas motivaciones del Duende Verde para el asesinato: claramente afirma que Gwen "es solo un peón", contradiciendo todo el núcleo de Sins Past en el que Osborn quería matarla para mantener a los gemelos con él y silenciarla para siempre. Todo el asunto "Stacy-Osborn" se retomó durante el evento Sinister War, 17 años después.
En el presente, Gwen supuestamente es revivida por el Chacal, quien aquí más tarde se revelaría como un reanimado Ben Reilly (el clon principal de Spider-Man), con sus clones. El Chacal le dice que no es un clon, sino la verdadera Gwen, que fue recolectada y reanimada de sus restos y aún tiene todos sus recuerdos, incluidos los de su muerte. El Chacal le ofrece a Gwen la oportunidad de ser su socio comercial mientras intenta cambiar el mundo con su nueva tecnología. Gwen duda sobre esta nueva vida al principio, pero la acepta cuando el Chacal muestra que ha reanimado al clon de su padre, que él goza de mucha mejor salud que antes de morir. Cuando Spider-Man llega a la incorporación y descubre los experimentos del Chacal, se sorprende por la presencia de Gwen y nota que, a diferencia de las otras personas que el Chacal revivió, que eran todos clones, Gwen no activa su sentido arácnido, por lo que se pregunta si ella era el original. Es atacado por el Doctor Octopus "renacido" antes de que pueda cuestionar más el problema.
Después de que el Chacal interrumpe la pelea y muestra a Spider-Man alrededor de la Nueva U, el clon de George Stacy reconoce algo extraño en el rostro de Gwen y le apunta con su arma. Se revela que el clon de Gwen era en realidad su contraparte de la Tierra-65, Spider-Woman, que ayuda a Spider-Man a escapar. La verdadera Gwen es secuestrada por Kaine y llevada a Industrias Parker para ser estudiada. Kaine revela que él y Spider-Woman vinieron a esta Tierra para ayudar a Spider-Man porque vieron que Spider-Man está de acuerdo con la oferta del Chacal en otros mundos siempre resulta en un desastre global. Rhino y (una versión de) Electro son enviados a recuperar a Gwen después de atacar al personal, pero Gwen les dice que también se lleven a Kaine porque su condición podría ayudar con los experimentos de Chacal. Anna Maria Marconi también se ofrece como voluntaria porque ha estudiado tanto a Kaine como a la droga.
Cuando Spider-Man es llevado a Haven, se encuentra con Gwen en la casa de las instalaciones, donde ella trata de convencerlo de que apoye a New U Technologies. Peter todavía tiene dificultades para creer que ella es la verdadera Gwen dadas sus otras experiencias con clones. Gwen intenta justificar su existencia contándole a Peter sus recuerdos, incluido cómo escuchó al Duende Verde hablar con Spider-Man antes de su muerte. Peter cree que ella murió odiándolo, pero Gwen dijo que no lo odiaba, sino que murió sintiéndose traicionada. Peter todavía tiene dudas de que Gwen no sea un clon. Ella intenta besarlo, sin éxito, lo que solo lo empuja a volver a ponerse la máscara. Gwen ve a Chacal ordenar a los villanos clonados que maten a Spider-Man y decide ayudar a Peter.
El Doctor Octopus activa un interruptor que activa el Virus Carrion en todos los revividos, incluidos Gwen y George, y hace que comiencen a decaer rápidamente. Después de que el padre de Gwen se deteriora en sus brazos, ella ayuda a Spider-Man ayudándolo a llegar al laboratorio. Cuando los villanos clonados llegan a las puertas del laboratorio, Gwen encierra a Spider-Man dentro del laboratorio y se sacrifica para darle más tiempo. Después de que el virus Carrion fue frustrado, Spider-Man y Anna revisan el edificio y ven que Gwen se ha reducido a polvo.
Durante la historia de "Last Remains", Kindred visitó más tarde el cementerio donde estaban enterrados Gwen Stacy y George Stacy. Exhumó sus cuerpos y los colocó alrededor de la mesa en su escondite mientras esperaba que Spider-Man lo encontrara. Cuando Spider-Man finalmente se enfrenta a Kindred, los cadáveres de Gwen y George estaban sentados alrededor de una mesa junto a los cuerpos exhumados de Ben Parker, Flash Thompson, J. Jonah Jameson Sr., Jean DeWolff y Marla Jameson.

### A.X.E. Judgment Day
En el evento cruzado Judgment Day, el Celestial conocido como el Progenitor resucita y le da a la humanidad 24 horas para justificar su existencia y juzga a cada ser humano individualmente. El Progenitor se le aparece a Peter en la forma de Gwen, quien lo observa mientras pasa el día ayudando a sus amigos y seres queridos. Cuando muestra una incomodidad visible porque Peter trabaja para Norman Osborn, Peter le dice que tiene la responsabilidad de ayudar a Norman y evitar que se convierta nuevamente en el Duende Verde. El Progenitor considera que Peter es digno y lo recompensa resucitando brevemente a la verdadera Gwen para darles un último momento juntos. Norman es testigo de su reunión, pero lo ignora cuando se revela que el Progenitor también se le apareció como Gwen.

## Otras versiones

### Era de Apocalipsis
En la miniserie de dos números X-Universe, que detalla lo que sucedió con el resto del Universo Marvel durante la historia de "Era de Apocalipsis", el Duende Verde nunca mató a Gwen Stacy. En cambio, se convirtió en la guardaespaldas de Donald Blake, quien, en esta realidad, nunca se había convertido en el Poderoso Thor. Algún tiempo después, en el universo principal de X-Man # 37, la versión de Era de Apocalipsis de Gwen es arrastrada desde su realidad al puente George Washington de la corriente principal de la Tierra, para sorpresa de Spider-Man.

### Gwenpool
Debido a la popularidad de Spider-Gwen, en junio de 2015 Marvel publicó versiones variadas para 20 de sus series actuales, que vieron a Gwen Stacy reimaginada como otros personajes de Marvel, como Doctor Strange, Groot y Wolverine. Una de esas variantes, para "Deadpool's Secret Wars # 2", presentaba una amalgama de Gwen Stacy y Deadpool llamada "Gwenpool", que resultó ser especialmente popular entre los fanáticos. Como resultado, Marvel produjo dos historias con Gwenpool como personaje, una historia de respaldo en la serie "Howard el pato", y una canción de un día "Gwenpool Holiday Special # 1". Un retcon en la copia de seguridad Howard the Duck # 1 se reveló que su nombre es en realidad "Gwen Poole", no Gwen Stacy, o incluso una versión alternativa de Gwen Stacy. Tras la publicación del one-shot, se anunció una serie en curso titulada The Unbelievable Gwenpool por el mismo equipo creativo, comenzando en abril de 2016.

### House of M
En la realidad que se ve en la historia de House of M en la que la Bruja Escarlata altera la realidad para hacer de los mutantes la clase dominante sobre los humanos, Gwen nunca fue asesinada. En cambio, se casó con Peter Parker, y la pareja tuvo un hijo pequeño llamado Richie. Se había convertido en científica, empresaria inteligente y activista por la paz, y tenía una relación decididamente hostil con el desarrollador de armas químicas Norman Osborn. Mary Jane Watson, una popular actriz en esta realidad, interpretó a Gwen Stacy en la adaptación cinematográfica de la historia de la vida de Spider-Man. Gwen y su padre leen relatos textuales de sus muertes en el universo principal, aunque creen que esto simplemente es la imaginación mórbida de Peter Parker, que sufre problemas de salud mental.

### Spider-Gwen
En la realidad alternativa designada como Tierra-65, Gwen Stacy es mordida por una araña radioactiva, y se convierte en un superhéroe con el nombre de Spider-Woman. También es miembro de una banda liderada por Mary Jane Watson, simplemente llamada Mary Janes. Poco después de que Gwen comienza a luchar contra el crimen, Peter Parker intenta vengarse de aquellos que lo intimidaron, convirtiéndose en la versión del Lagarto de este universo. Gwen lo somete, pero Peter muere hacia el final de la batalla debido al químico que utilizó. Spider-Woman es culpada por su muerte, causando una protesta por su arresto, dirigida por J. Jonah Jameson. Su padre, que también es jefe de policía en este mundo, comienza una búsqueda de ella. Esto sigue a Gwen a la universidad, donde todavía es miembro de Mary Janes. En una actuación suya, se envía un asesino detrás del padre de Gwen, que está en la audiencia. Gwen derrota al asesino, a la audiencia y a la banda que se liberan durante la batalla. Mientras están solos, el Capitán Stacy detiene a Spider-Woman a punta de pistola, mientras Gwen se quita la máscara para revelar quién es. Impresionado por conocer la identidad de Spider-Woman, él le dice que corra antes de que cambie de opinión. A lo lejos, el Capitán Gran Bretaña de Tierra-833, llamado Spider-UK, está mirando, diciendo que Gwen "lo hará bastante bien".
Gwen es reclutada por Spider-UK para unirse a otros Spider-Totems en todo el multiverso, y luego aparece en Tierra-616 con Old Man Spider-Man de Tierra-4 y Spider-Man de Tierra-70105 (quien en esa realidad es Bruce Banner) para rescatar a Kaine, que estaba siendo atacada por los Herederos. Marvel-616 Peter vacila en poner a Gwen en acción y los demás le dicen que no pudo salvarla en su mundo. Sin embargo, él la recluta para una misión y ambos acuerdan cuidarse el uno al otro. Gwen se envía a reclutar una versión alternativa de Peter Parker, quien se volvió loco después de que no guarde el Gwen Stacy en su dimensión, matado el Duende Verde, y se convirtió en el Hobgoblin. Ella le dice que él puede convertirse en el hombre que alguna vez fue si se une a ellos, pero son atacados por los Herederos. Hobgoblin se sacrifica para salvar a Gwen.
Después de los eventos de Spider-Verse, Gwen regresa a su hogar de Tierra-65 donde continúa su carrera como Spider-Woman en su propia serie en solitario, Spider-Gwen. Primero salva a George Stacy del mercenario Aleksei Sytsevich que fue enviado por Wilson Fisk y su abogado Matt Murdock para atacarlo. Luego comienza una búsqueda del Buitre que ha estado aterrorizando a la ciudad en su ausencia.
Ella aparece como uno de los personajes principales en el evento Secret Wars Spider-Verse con Spider-Ham, Spider-Girl, Spider-UK, Spider-Man Noir y Spider-Man India en un mundo de batalla llamado Archania gobernado por Norman Osborn. Con el tiempo forman un equipo llamado Red de Guerreros donde ayudan a otros Spider-Men y Women en varias dimensiones. Una versión infantil de ella también aparece en Giant Size Little Marvel Avengers vs X-Men como un niño nuevo que Tony Stark intenta pedir para una cita. Ella lo rechaza porque es un niño con barba de chivo y bigote. Otra versión de ella es un miembro de A-Force de Arcadia. En Tierra-8, está casada con Miles Morales y tienen dos hijos con poderes de araña.

## En otros medios

### Televisión
- Gwen Stacy fue excluido deliberadamente de la serie animada de los noventa, Spider-Man, debido a que los creadores sintieron que no podían permitir que ella viviera, ni deliberadamente incluir a un personaje que iba a morir. Una versión alternativa del personaje apareció en el final de la serie, con la voz de Mary Kay Bergman. La novia de la contraparte de Spider-Man en este universo paralelo, la versión principal de Spider-Man se encuentra con Gwen por primera vez. Gwen juega un papel en la ayuda de derrotar a Spider-Carnage.
- Gwen Stacy aparece como un personaje central en The Spectacular Spider-Man, con la voz de Lacey Chabert. Representado como una adolescente, esta versión es amiga de Peter Parker y Harry Osborn, y es la hija de George Stacy. Ella ha ocultado sentimientos románticos por Peter, siendo herido varias veces cuando expresó interés en otras chicas. Durante la primera temporada, ella se preocupa cuando Harry se vuelve adicto a la fórmula hemoglobina verde. Al final de la primera temporada, ella besa a Peter, dejándolos en una situación incómoda en la segunda temporada. A pesar de sus sentimientos mutuos, Peter comienza a salir con Liz Allan y ella sale con Harry. En el final de la serie, "Final Curtain", ella y Peter reconocen cómo se sienten el uno con el otro y aceptan romper con Harry y Liz. Sin embargo, después de la aparente muerte de Norman Osborn, Gwen mantiene una relación con Harry porque ella sería la única que se preocuparía por él.
- Gwen Stacy aparece en Ultimate Spider-Man vs. Los 6 Siniestros, con la voz de Dove Cameron. Esta versión, nativa de la dimensión de Miles Morales y amiga del difunto Peter Parker, no tiene poderes de araña y, en cambio, se basa en la tecnología robada del programa de robots de su padre para ser Spider-Woman con la ayuda de May Parker después de que Miles consigue transportado a la dimensión alternativa de Peter Parker. En "Regreso al Univers-Araña" [Pt. 4], ella ayuda a Spider-Man y Chico Arácnido en la batalla final contra Wolf-Spider.
- Gwen Stacy aparece en la serie de 2017, Spider-Man,[55] con la voz de Laura Bailey.[56] Esta versión es uno de los compañeros de clase de Peter en Horizon High y se especializa en fórmulas de ADN. Ella fue inspirada para perseguir la ciencia por su tío, Raymond Warren, revelado más adelante como el villano, Chacal. En el evento "Spider Island", se convierte en Spider-Gwen después de haber estado expuesta a los productos químicos del Chacal y ayuda a Spider-Man como héroe, pero más tarde se transforma en una araña gigante cuando el experimento comienza a afectar al resto de Nueva York (similar al papel de Carlie Cooper en la historia original). Ella se cura más tarde en el clímax de la historia. En "The Day Without Spider-Man," recupera sus poderes gracias a la exposición a un cristal llamado Gema de Sangre y se convierte en Ghost-Spider durante la lucha contra Escorpión y Tinkerer.

### Cine

#### Serie de Sam Raimi
- Gwen Stacy no aparece en la película Spider-Man (2002), sin embargo muchas caracterizaciones de sus historias en los cómics son hechas por el personaje de Mary Jane Watson, especialmente la escena de la pelea final en el puente que está basada en The Amazing Spider-Man # 121 (de junio de 1973), en la que Stacy es secuestrada por el Duende Verde y muere tras ser arrojada desde el puente de George Washington y contrario a lo que acontece en los cómics, Watson es salvada.
- Un estudiante en la clase universitaria de Peter Parker en Spider-Man 2, interpretado por Brianna Brown, es identificado como Gwen Stacy en la novelización de la película.
- Gwen Stacy es interpretada por Bryce Dallas Howard en Spider-Man 3 (2007). Ella es una nueva potencial interés amoroso de Peter Parker, que actúa como un rival no deseado a Mary Jane Watson. Gwen es una socia compañera de clase y en el laboratorio de Peter Parker y Spider-Man la rescata a principios de la película a partir de un accidente de construcción de grúa. Ella besa a Spider-Man en una fiesta de ceremonia de honor, de una manera similar a como lo hizo Mary Jane en Spider-Man que hace que Mary Jane para convertirse en enojado y herido. Como Peter está en la parte superior del Dr. Connors de su mecánica cuántica clase, le da clases. Ella considera a Peter un genio y es muy aficionado a él. También es amiga de Eddie Brock mientras tomaba fotos de ella por lo que Gwen podría ser una modelo. La relación de Brock es de corta duración, como Peter, bajo la influencia del simbionte, le roba a Eddie. Él baila con ella en el mismo club de jazz donde trabaja Mary Jane, pero se da cuenta de Gwen Peter está haciendo esto para que Mary Jane celosa. Gwen, molesta por esto, se acerca a Mary Jane, se disculpa y sale fuera del club, dejando a Peter atrás. Ella más tarde aparece al final en el funeral de Harry Osborn.
- Bryce Dallas Howard dijo que le encantaría ser parte de cualquier continuación de la saga cinematográfica, reconociendo al mismo tiempo la oportunidad de su personaje puede haber pasado, sobre todo después de Spider-Man 3, terminó con Peter y Mary Jane, una vez más, en los brazos del otro. En mayo de 2007, el actor James Cromwell, que jugó el capitán Stacy en la película afirma que pensaba que la progresión natural para el personaje sería por tanto a morir temprano en Spider-Man 4, lo que refleja los cómics. Howard dijo que una muerte no la habría molestado. La película era en última instancia, sin hacer, aunque Stacy estaba en el proyecto.

#### Serie de Marc Webb
- Emma Stone interpreta a Gwen Stacy en The Amazing Spider-Man (2012) como el interés amoroso de Peter Parker. Ella trabaja como ayudante en el laboratorio del Dr. Curt Connors en Oscorp, donde Peter es mordido por una araña radiactiva. Posteriormente, se enamora de él, y pronto se le revela su identidad secreta como Spider-Man. Gwen juega un papel importante en la derrota del Lagarto, ayudando a Peter desarrollar un antídoto para el suero que muta a la gente en los híbridos reptiles través de la genética de especies cruzadas, usando su propia formación científica. Por desgracia, su padre es asesinado por el Lagarto antes de que Peter pueda derrotar al villano. George le pide a Peter para mantener a Gwen fuera de su vida peligrosa. Peter hace honor a ese voto sin decirle a Gwen inmediatamente; esto ofende a Gwen hasta que se da cuenta de lo que hizo su padre, y posteriormente perdona a Peter. Sin embargo, cuando Peter después, pregunta si debe cumplir su promesa, ella solo sonríe.
- Emma Stone vuelve a interpretar su papel de Gwen Stacy en The Amazing Spider-Man 2 (2014). Gwen continúa trabajando en Oscorp, que es propiedad de Harry Osborn, el mejor amigo de Peter. Por ahora, Peter y Gwen han decidido mantener su relación platónica, pero los sentimientos románticos de Peter como se reavivó cuando ella le dice que ella va a Inglaterra para estudiar en la Universidad de Oxford. Cuando los empleados de Oscorp, Max Dillon sufre un accidente de trabajo y se convierte en el villano Electro, Gwen empieza a hacer preguntas; Donald Menken, un alto miembro de la junta a Oscorp y rebelde, decide que ella es una amenaza, la despide y le dirige para su eliminación. Cuando Electro ataca el suministro de electricidad de la ciudad, Gwen y Spider-Man trabajan juntos para detenerlo. En ese momento, el Duende Verde secuestra a Gwen y sostiene a su rehén en lo alto de la torre del reloj de la central eléctrica, la intención de dibujo de Spider-Man a cabo. El Duende Verde lanza a Gwen través de techo de vidrio de la torre, pero Spider-Man la salva por disparos de un telaraña para ella a lo que agarrarse. La telaraña finalmente se rompe, sin embargo, y Gwen cae al suelo muy por debajo. Spider-Man la logra agarra con otra telaraña un instante, esta la logra alcanzar pero fue demasiado tarde, al Spiderman agarrarse de un tubo, la telaraña se tensa y provoca un jalón fuerte que ocasiona que Gwen se rompa las vértebras y el cráneo ya que su cabeza golpea el suelo de cemento, matándola instantáneamente. La muerte de Gwen envía a Peter en una profunda depresión, y decide dejar de ser Spider-Man. Cinco meses más tarde, se ve un video del discurso de graduación de Gwen, en la que le dice a su clase que la esperanza es lo que hace la vida digna de ser vivida, incluso en los tiempos más oscuros. Inspirado, Peter decide volver a ser Spider-Man.
  - En ambas películas, Kari Coleman, Charlie DePew, Skyler Gisondo y Jacob Rodier retratan a la familia Stacy: Helen Stacy (madre de Gwen), Philip Stacy, Howard Stacy, y Simon Stacy (hermanos menores de Gwen), respectivamente. Pero extrañamente, Simon no aparece en el funeral de Gwen.

### Videojuegos
- Gwen Stacy es mencionada brevemente en Spider-Man: Edge of Time. Cuando una versión futurista de Peter Parker que revela sus planes a Spider-Man 2099, menciona que puede salvar la vida de su tío Ben, Gwen Stacy, George Stacy y muchos otros.
- Gwen Stacy aparece en The Amazing Spider-Man con la voz de Kari Wahlgren.
- Gwen Stacy hace su debut como un personaje jugable en los juegos de Lego de Lego Marvel Super Heroes, expresada nuevamente por Kari Wahlgren.
- Gwen Stacy es mencionada en The Amazing Spider-Man 2.
- Gwen Stacy / Spider-Gwen es un personaje jugable en el juego móvil Android / iOS de Kabam, Marvel Contest of Champions.
- Gwen Stacy se puede reproducir una vez más en Lego Marvel Super Heroes 2, pero esta vez puede cambiar a su personaje de Spider-Gwen.
- Gwen Stacy es un personaje jugable como Spider Gwen en Marvel Future Fight
- Gwen Stacy es una skin seleccionable en el juego Fortnite: Battle Royale apareciendo en su capítulo 3 de la temporada 4 con su diseño de la película Spider-Man: Across the Spider-Verse